# روبرت لانگ (بازیکن هاکی روی چمن)
روبرت لانگ (انگلیسی: Robert Lang؛ زادهٔ ۱۹ دسامبر ۱۹۷۰) بازیکن هاکی روی یخ اهل جمهوری چک بود.
از باشگاه‌هایی که در آن بازی کرده‌است می‌توان به مونترآل کانادینز و فینیکس کایوتیس اشاره کرد.